# Mondadori
Mondadori (Arnoldo Mondadori Editore) är ett italienskt förlagshus (bok- och tidskriftskoncern) grundat av Arnoldo Mondadori 1907. 1912 gavs den första boken ut. Från 1919 fanns huvudkontoret i Milano, sedan 1975 i Segrate utanför Milano, i ett komplex ritat av Oscar Niemeyer. Bolaget ägs av Fininvest.
Mondadori har under lång tid varit en betydande producent av Kalle Anka-serier. Disney licensierade 1935 rättigheter att skapa Disneyserier till Mondadori, och mellan den 30 december 1937 och den 28 april 1938 publicerades Federico Pedrocchis serie Paolino Paperino e il Mistero di Marte där Kalle och hans kompis från Den kloka hönan, Gåtte Gris, åker till mars. 